# Riksdagsvalet i Finland 2015
Det 37:e riksdagsvalet i Finland hölls den 19 april 2015. Valets vinnare blev Centern, vars partiledare Juha Sipilä blev Finlands statsminister. Den sittande regeringskoalitionens (Regeringen Stubb) största partier Samlingspartiet och Socialdemokraterna backade; de förlorade sju respektive åtta mandat.

## Bakgrund
I enlighet med Finlands grundlag måste riksdagsval hållas vart fjärde år. År 2010 ändrade man tidpunkten på året för riksdagsvalet till att vara i april. Valet 2015 hölls den 19 april, förhandsröstningen 8–14 april.

## Opinionsmätningar
| Undersökningsperiod                  | Regeringspartierna | Regeringspartierna | Regeringspartierna | Regeringspartierna | Regeringspartierna | Regeringspartierna | Oppositionen | Oppositionen | Övriga |  |  |  |  |  |
| Undersökningsperiod                  | Saml               | SDP                | Vänst              | Gröna              | SFP                | KD                 | Saf          | Cent         | Övriga |  |  |  |  |  |
| Undersökningsperiod                  |                    |                    |                    |                    |                    |                    |              |              | Övriga |  |  |  |  |  |
| Mars 2013                            | 20,8 %             | 18,2 %             | 8,2 %              | 8,7 %              | 4,3 %              | 3,2 %              | 18,1 %       | 17,2 %       | 1,3 %  |  |  |  |  |  |
| December 2012                        | 21,1 %             | 18,8 %             | 7,9 %              | 9,1 %              | 4,1 %              | 3,6 %              | 16,0 %       | 18,0 %       | 1,4 %  |  |  |  |  |  |
| April 2012                           | 22,6 %             | 19,1 %             | 8,9 %              | 10,4 %             | 3,7 %              | 3,2 %              | 14,1 %       | 16,4 %       | 1,6 %  |  |  |  |  |  |
| Mars 2012                            | 22,6 %             | 17,3 %             | 8,1 %              | 11,0 %             | 3,5 %              | 3,7 %              | 15,8 %       | 16,7 %       | 1,3 %  |  |  |  |  |  |
| Februari 2012                        | 22,1 %             | 16,0 %             | 7,9 %              | 11,4 %             | 4,1 %              | 3,5 %              | 16,1 %       | 17,7 %       | 1,2 %  |  |  |  |  |  |
| Januari 2012                         | 23,1 %             | 16,3 %             | 9,0 %              | 9,6 %              | 3,8 %              | 4,1 %              | 17,4 %       | 15,6 %       | 1,1 %  |  |  |  |  |  |
|                                      |                    |                    |                    |                    |                    |                    |              |              |        |  |  |  |  |  |
| Föregående riksdagsval 17 april 2011 | 20,40 %            | 19,10 %            | 8,10 %             | 7,30 %             | 4,30 %             | 4,00 %             | 19,10 %      | 15,80 %      | 2,3 %  |  |  |  |  |  |

| Färgtabell:      | Färgtabell:      | Färgtabell:                       | Färgtabell:          | Färgtabell:          | Färgtabell:          |
| Regeringspartier | Regeringspartier | Regeringspartier                  | Partier i opposition | Partier i opposition | Partier i opposition |
| ---------------- | ---------------- | --------------------------------- | -------------------- | -------------------- | -------------------- |
| Saml             |                  | Samlingspartiet                   | Saf                  |                      | Sannfinländarna      |
| SDP              |                  | Finlands Socialdemokratiska Parti | Cent                 |                      | Centern i Finland    |
| SFP              |                  | Svenska folkpartiet i Finland     | Vänst                |                      | Vänsterförbundet     |
| KD               |                  | Kristdemokraterna i Finland       | Gröna                |                      | Gröna förbundet      |